# Hermann von Stülpnagel
Hermann Friedrich Karl von Stülpnagel (* 6. Januar 1839 in Potsdam; † 1. März 1912 in Darmstadt) war ein preußischer Generalleutnant und Stadtkommandant von Frankfurt am Main.

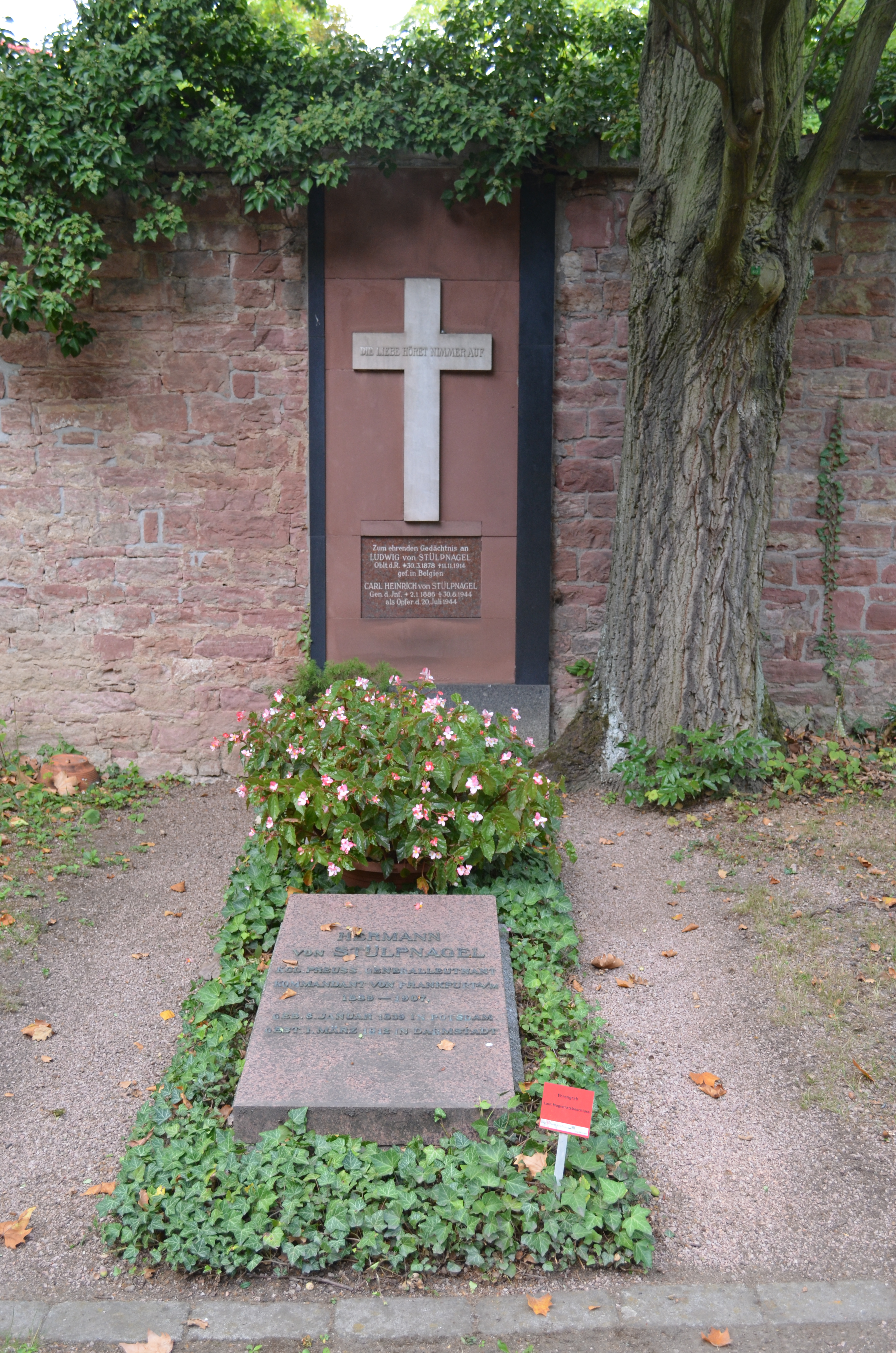
Grab auf dem Frankfurter Hauptfriedhof

## Leben

### Herkunft
Seine Eltern waren der preußische Generalleutnant Karl Bernhard von Stülpnagel (1794–1875) und dessen Ehefrau Eleonore, geborene von Bismarck (1805–1876) aus dem Hause Briest. 

### Militärkarriere
Stülpnagel erhielt seine schulische Ausbildung am Gymnasium in Halberstadt, kam dann am 1. Mai 1851 als Kadett nach Potsdam und von dort am 1. Mai 1854 nach Berlin, wo er Leibpage der Königin Elisabeth von Preußen wurde. Am 2. Mai 1857 wurde er als Sekondeleutnant dem 1. Garde-Regiment zu Fuß der Preußischen Armee überwiesen. Dort avancierte er am 25. Juni 1865 zum Premierleutnant und war ab 7. Mai 1866 als Adjutant beim Generalkommando des Gardekorps tätig. In dieser Eigenschaft nahm Stülpnagel im gleichen Jahr während des Krieges gegen Österreich an den Kämpfen bei Soor, Königinhof und Königgrätz teil. Am 25. September 1866 wurde er überzähliger Hauptmann der Garde. Am 21. Februar 1868 wurde er zum Kompaniechef im 1. Garde-Regiment zu Fuß ernannt. Im Krieg gegen Frankreich kämpfte Stülpnagel bei St. Privat, der Belagerung von Paris sowie am 30. August und 21. Dezember 1870 bei Le Bourget. Dabei erwarb er sich das Eiserne Kreuz II. Klasse. 
Am 16. Juni 1871 kommandierte man ihn als Flügeladjutant zu Kaiser Wilhelm I. Unter Belassung in dieser Stellung folgte am 6. August 1871 seine Versetzung als Militärattaché zur preußischen Gesandtschaft in München. Am 22. März 1872 wurde er mit dem Ritterkreuz des Königlichen Hausordens von Hohenzollern mit Schwertern ausgezeichnet. Stülpnagel stieg am 18. August 1872 zum Major auf, erhielt am 6. Dezember 1872 den Russischen Sankt-Stanislaus-Orden II. Klasse mit Krone und Schwertern sowie den Orden der Eisernen Krone II. Klasse. Am 8. Mai 1876 wurde ihm das Komturkreuz des Bayerischen Militärverdienstordens verliehen. Am 22. März 1877 wurde er zum Oberstleutnant befördert und am 12. April 1881 unter Stellung à la suite mit der Führung des Garde-Füsilier-Regiments beauftragt.
Am 13. November 1882 folgte mit der Beförderung zum Oberst die Ernennung zum Regimentskommandeur. Ab 26. Mai 1887 war Stülpnagel vertretungsweise Kommandeur der 11. Infanterie-Brigade, bevor er am 3. August 1887 unter Beförderung zum Generalmajor zum Kommandeur dieses Großverbandes ernannt wurde. Er erhielt am 19. September 1888 den Roten Adlerorden II. Klasse mit Eichenlaub. Am 17. Juni 1889 wurde Stülpnagel zum Kommandanten von Frankfurt am Main ernannt sowie am 9. Dezember 1889 mit dem Stern zum Kronenorden II. Klasse ausgezeichnet. Wilhelm II. verlieh ihm am 24. März 1890 den Charakter als Generalleutnant. Außerdem zeichnete er Stülpnagel am 22. März 1898 mit dem Kronenorden I. Klasse sowie am 15. September 1905 mit dem Roten Adlerorden I. Klasse mit Eichenlaub und Schwertern aus. In Genehmigung seines Abschiedsgesuches wurde Stülpnagel am 2. Juli 1907 mit der gesetzlichen Pension und der Berechtigung zum Tragen der Uniform des Garde-Füsilier-Regiments zur Disposition gestellt. Er starb am 1. März 1912 in Darmstadt, wurde aber in Frankfurt am Main beigesetzt.
In seiner Beurteilung aus dem Jahr 1863 hieß es: „Der Premier-Lieutenant von Stülpnagel ist in jeder Beziehung ein ganz vortrefflicher Offizier. Körperlich gewandt, geistig regsam und intelligent, außerordentlich pflichttreu, weiß er ebensogut mit seinen Untergebenen zu verkehren, als er eine vorzügliche Stellung im Offizierskorps einnimmt. Er eignet sich besonders zu einer vorzugsweisen Beförderung, da er jedenfalls zu den instruiertesten und besten Offizieren gehört, die hier im Regiment bebildet worden sind.“

### Familie
Stülpnagel heiratete am 1. März 1877 in München Luise Freiin von der Tann-Rathsamhausen (1856–1907), Tochter des bayrischen Generals der Infanterie Ludwig von der Tann-Rathsamhausen und dessen Ehefrau Anna Gräfin von Voß. Das Ehepaar hatte mehrere Kinder:
- Ludwig (1878–1914), gefallen als Oberleutnant der Reserve bei Lombartzyde in Belgien
- Carl-Heinrich (1886–1944), deutscher General der Infanterie und ermordeter Widerstandskämpfer vom 20. Juli 1944 ⚭ Helene Freiin von Pentz (1889–1965)
- Luise (* 1887) ⚭ Friedrich von Stumm
- Elisabeth (* 1889) ⚭ Dr. med Hans Schmücking